# جوزفین سیائو
جوزفین سیائو (انگلیسی: Josephine Siao؛ زادهٔ ۱۳ مارس ۱۹۴۷) هنرپیشه، خواننده و روان‌شناس اهل هنگ کنگ است.
از فیلم‌هایی که وی در آن نقش داشته‌است، می‌توان به افسانه و افسانه ۲ اشاره کرد. وی در سال ۱۹۹۵ برنده جایزه خرس نقره‌ای برای بهترین بازیگر زن شده‌است.